# 伊琳娜·韦列修克
伊琳娜·安德里伊芙娜·韦列修克（羅馬化：Iryna Andriivna Vereshchuk；1979年11月30日—），乌克兰社会活动家、政治人物和乌克兰第9届最高拉达議員。2021年11月4日，韦列修克出任乌克兰副总理兼臨時被佔領土重返社會部長。

## 政治立场
韦列修克在2013年表示，她希望乌克兰有一位类似于俄罗斯总统弗拉基米尔·普京的总统。她声称她会投票给他，因为“他对俄罗斯有好处”。
2018年，韦列修克公开反对政客崇拜烏克蘭民族主義者斯特潘·班德拉。

## 个人生活
韦列修克已婚並且有過兩段婚姻，她有一个儿子和一个继子。